# 고프 휘틀럼
에드워드 고프 휘틀럼(영어: Edward Gough Whitlam, 1916년 7월 11일~2014년 10월 21일)은 오스트레일리아의 정치인·법조인으로, 1972년부터 1975년까지 오스트레일리아의 총리를 지냈다. 총리로 재임하는 동안 백호주의 철폐, 무상 대학교육, 독자적 외교 노선 정립 등 여러 개혁 정책을 단행했다. 1975년 총독에 의해 총리직에서 파면됐으며 이는 오스트레일리아 사회에서 큰 논란을 불러 일으켰다.

## 어린 시절
1916년 7월 11일 멜버른 근교에 있는 큐에서 태어났다. 아버지 프레드 휘틀럼은 공무원으로 활동했다. 시드니 대학교에서 법학을 전공해 1938년 학사 학위를 취득했다. 이후 제2차 세계 대전에 공군으로 참전해 최종적으로 공군 대위까지 진급했다. 종전 후 다시 시드니 대학교로 돌아와 1946년 법학학사 학위를 취득했고 1947년부터 법정 변호사로 활동했다.
1960년부터 1967년까지 오스트레일리아 노동당 부대표로 활동했다. 1967년 노동당 대표로 선출됐다.

## 총리 재임
1972년 총선에서 승리해 총리직에 올랐다.

### 국내 정책
총리로 재임하는 동안 징병제·사형제를 폐지했고 무상 대학교육을 시행했다.

### 국제 정책

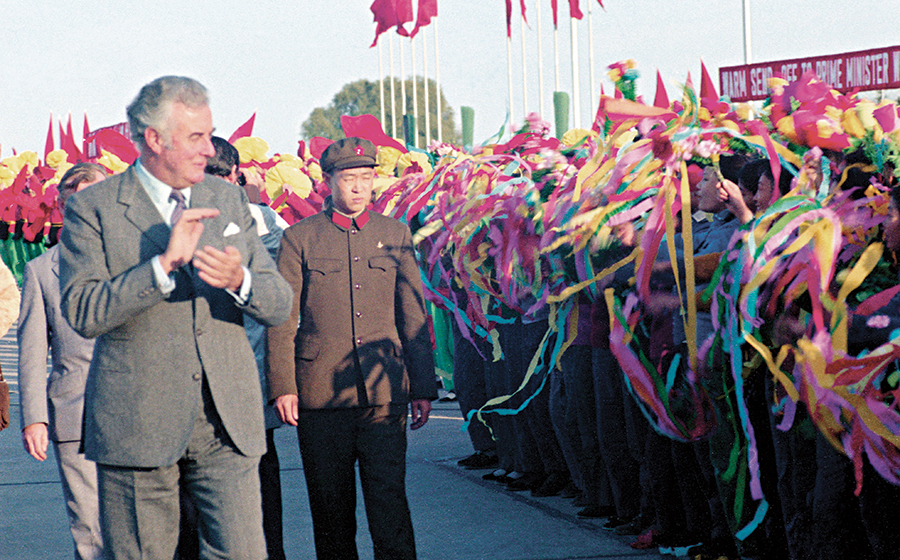
1973년 중화인민공화국 방문 당시

제2차 세계 대전 이후 오스트레일리아는 안보 문제에서 미국에 밀접했다. 그러나 휘틀럼은 베트남 전쟁 철군을 지시했다.
한편 오스트레일리아 총리로는 최초로 중화인민공화국을 방문, 중화인민공화국과 수교하는 등 공산권 국가와의 관계 개선을 도모했다. 중국 이외에도 여러 공산권 국가와의 관계 개선을 도모했다.

### 파면

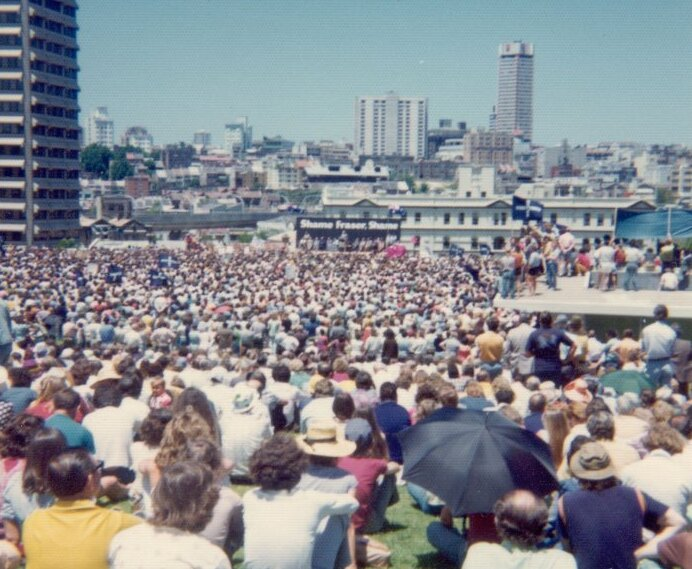
1975년 11월 24일 시드니 도메인에서 열린 노동당 지지자들의 파면 항의 집회 모습

1975년 11월 11일 존 커 총독은 자신이 가진 권한을 이용해 휘틀럼을 총리직에서 파면하고 오스트레일리아 자유당 대표인 맬컴 프레이저를 후임 총리로 지명했다.

## 퇴임 이후
총리직에서 물러난 후에도 노동당 대표직을 유지했지만, 1977년 총선에서 노동당이 패배하자 대표직에서 물러났으며 이듬해 하원의원직도 사퇴하면서 정계에서 은퇴했다. 이후 오스트레일리아 국립 대학교에서 정치학을 강의했다. 2014년 10월 21일 시드니에서 사망했다.

## 저작
- 저작

## 역대 선거 결과
| 선거명      | 직책명                   | 대수 | 정당                  | 득표율 | 득표수   | 결과 | 당락                 |
| ----------- | ------------------------ | ---- | --------------------- | ------ | -------- | ---- | -------------------- |
| 1952년 선거 | 하원의원 (베리와 선거구) | 20대 | 오스트레일리아 노동당 | 67.5%  | 32,561표 | 1위  | 베리와 하원의원 당선 |
| 1954년 선거 | 하원의원 (베리와 선거구) | 21대 | 오스트레일리아 노동당 | 57.7%  | 33,961표 | 1위  | 베리와 하원의원 당선 |
| 1955년 선거 | 하원의원 (베리와 선거구) | 22대 | 오스트레일리아 노동당 | 56.4%  | 21,903표 | 1위  | 베리와 하원의원 당선 |
| 1958년 선거 | 하원의원 (베리와 선거구) | 23대 | 오스트레일리아 노동당 | 56.4%  | 26,241표 | 1위  | 베리와 하원의원 당선 |
| 1961년 선거 | 하원의원 (베리와 선거구) | 24대 | 오스트레일리아 노동당 | 65.3%  | 36,153표 | 1위  | 베리와 하원의원 당선 |
| 1963년 선거 | 하원의원 (베리와 선거구) | 25대 | 오스트레일리아 노동당 | 58.1%  | 39,440표 | 1위  | 베리와 하원의원 당선 |
| 1966년 선거 | 하원의원 (베리와 선거구) | 26대 | 오스트레일리아 노동당 | 55.0%  | 45,345표 | 1위  | 베리와 하원의원 당선 |
| 1969년 선거 | 하원의원 (베리와 선거구) | 27대 | 오스트레일리아 노동당 | 61.2%  | 32,435표 | 1위  | 베리와 하원의원 당선 |
| 1972년 선거 | 하원의원 (베리와 선거구) | 28대 | 오스트레일리아 노동당 | 68.9%  | 41,297표 | 1위  | 베리와 하원의원 당선 |
| 1974년 선거 | 하원의원 (베리와 선거구) | 29대 | 오스트레일리아 노동당 | 69.0%  | 46,844표 | 1위  | 베리와 하원의원 당선 |
| 1975년 선거 | 하원의원 (베리와 선거구) | 30대 | 오스트레일리아 노동당 | 59.4%  | 44,356표 | 1위  | 베리와 하원의원 당선 |
| 1977년 선거 | 하원의원 (베리와 선거구) | 31대 | 오스트레일리아 노동당 | 55.5%  | 37,262표 | 1위  | 베리와 하원의원 당선 |